# ناحیه بوتا-بوته
ناحیه بوتا-بوته (به لاتین: Butha-Buthe District) یک منطقهٔ مسکونی در لسوتو است که در لسوتو واقع شده‌است. ناحیه بوتا-بوته ۱٬۷۶۷ کیلومتر مربع مساحت و ۱۱۸٬۲۴۲ نفر جمعیت دارد.